# Renácz Zoltán
Renácz Zoltán (Keszthely, 1985. november 26. –) magyar színész, szinkronszínész, csatornahang.
Keszthelyen született, tanulmányait a budapesti Vörösmarty Gimnázium dráma tagozatán folytatta. Ezzel párhuzamosan Földessy Margit stúdiójában tanult. Ezután a Pesti Magyar Színiakadémia, majd a Budapesti Kommunikációs Főiskola hallgatója volt.
Számos országos versmondóverseny díjazottja, Kazinczy-érmes, 2002-ben az USA-ban csapatával "Ranatra Fusca - Különleges Kreativitás" díjat nyert az Odyssey of the Mind kreativitás-világbajnokságon.

## Munkássága

### Filmek, sorozatok
- Mintaapák
- Jóban Rosszban
- Oltári csajok
- 56 - Hőseink
- Barátok közt

### Szinkronszerepek

#### Filmek
| Cím           | Szereplő                   | Színész      |
| ------------- | -------------------------- | ------------ |
| Tobie Windham | Brendan "Nullás" McDonough | Miles Teller |

#### Sorozatok
| Cím                                        | Szereplő                         | Színész                  |
| ------------------------------------------ | -------------------------------- | ------------------------ |
| Dobd be magad!                             | Byron Blatt                      | Tobie Windham            |
| Gumball csodálatos világa                  | Banán Joe                        | Mic Graves (hang)        |
| Jószomszédok                               | Malcolm Butler                   | Sheaun McKinney          |
| Merlin kalandjai                           | Merlin                           | Colin Morgan             |
| Teen Wolf – Farkasbőrben                   | Parish                           | Ryan Kelley              |
| Totál Dráma Sziget                         | Chris McLean                     | Christian Potenza (hang) |
| Totál Dráma Akció                          | Chris McLean                     | Christian Potenza (hang) |
| Totál Dráma Világturné                     | Chris McLean                     | Christian Potenza (hang) |
| Totál Dráma: A sziget fellázad             | Chris McLean                     | Christian Potenza (hang) |
| Totál Dráma: All-Stars                     | Chris McLean                     | Christian Potenza (hang) |
| Totál Dráma: Indián-sziget                 | Chris McLean                     | Christian Potenza (hang) |
| Vad szív                                   | Gabriel Álvarez                  | Sebastián Zurita         |
| NCIS: Hawaii                               | Kai Holman                       | Alex Tarran              |
| Csernobil                                  | Vlagyimir Pravik                 | Gerard Kearns            |
| Lego Ninjago: A Spinjitzu mesterei         | Sziki Szárnyas (11. és 16. évad) | Adrian Petriw            |
| Lego Ninjago: A Spinjitzu mesterei         | Zane (12-15. évad)               | Brent Miller             |
| Ninjago: Sárkányok birodalma               | Rapton                           | Giles Panton             |
| Pókember elképesztő kalandjai              | Batroc (2. évadtól)              | Rob Paulsen              |
| Star Wars: A klónok háborúja               | Droidcsali / Droidbait           | Dee Bradley Baker        |
| Star Wars: A klónok háborúja               | Jester                           | Dee Bradley Baker        |
| Star Wars: A klónok háborúja               | Gobi Glie                        | Corey Burton             |
| Star Wars: A klónok háborúja               | Ion Papanoida                    | Seth Green               |
| Transformers: Energon (Megamax szinkron)   | Vasököl (Ironhide)               | Matt Hill                |
| Transformers: Energon (Megamax szinkron)   | Bicepsz (Strongarm)              | Scott McNeil             |
| Transformers: Cybertron (Megamax szinkron) | Sörét (Scattershot)              | Richard Ian Cox          |
| Transformers Mentő Botok                   | Quint Quarry                     | Jim Cummings             |
| Transformers: Mentő Bot Akadémia           | Medix                            | Adam Andrianopoulous     |
| Transformers: FöldSzikra                   | Svindli (Swindle)                | Nolan North              |
| Voltron: A legendás védelmező              | Hunk                             | Tyler Labine             |